# Mesut Şen
Mesut Şen (* 6. Dezember 1944 in Antalya; † 2. August 2020 in Bursa) war ein türkischer Fußballspieler und -trainer. Durch seine langjährige Tätigkeit für Bursaspor wird er sehr stark mit diesem Verein assoziiert. Fans und Verein zählen ihn zu den bedeutendsten Spieler der Klubgeschichte. Zusammen mit seinem Sturmpartner Ersel Altıparmak war er für die erste Dekade der Vereinsgeschichte prägend und war zeitweise Mannschaftskapitän.

## Spielerkarriere
Şen erlernte das Fußballspielen u. a. in der Nachwuchsabteilung von Galatasaray Istanbul. Als Teenager besuchte er in der Stadt Bursa einen engen Freund und nahm während dieser Zeit an Fußballspielen auf den Bolzplätzen der Stadt teil. Hier fiel er den Verantwortlichen des örtlichen Fußballvereins Bursa Akınspor auf, die Şen gegen eine Ablösesumme von 50 Türkische Lira verpflichteten. Für diesen Verein spielte er bis ins Jahr 1963. In der Saison 1962/63 wurde sein Klub Meister der Bursa Futbol Ligi und er selbst Torschützenkönig dieser Liga.
Nachdem im Sommer 1963 Akınspor mit vier weiteren Vereinen der Stadt Bursa zu Bursaspor fusionierte, wurde auch der Kader des neuen Vereins aus den Spielern dieser fünf Vereine zusammengesetzt. So wurde auch Şen Teil des Gründungskaders von Bursaspor. Mit diesem neugegründeten Verein nahm Şen dann an der ebenfalls im Sommer 1963 neu eingeführten zweithöchsten türkischen Spielklasse, die damals als Türkiye 2. Futbol Ligi bezeichnet wurde, teil. Trotz seines Alters von 19 Jahren kam er in seiner ersten Saison für Bursaspor bei 15 von 24 möglichen Ligaspielen zum Einsatz und war damit einer der meist eingesetzten Spieler seines Vereins. In seiner zweiten Saison  setzte er sich als Stammspieler durch. Mit seinen beiden Sturmpartnern Mustafa Güvenç und Ersel Altıparmak bildete er ein erfolgreiches Sturmtrio, wobei Şen mit acht Saisontoren als einer der erfolgreichsten Torschützen seines Klubs auf sich aufmerksam machte. Über den gesamten Verlauf der Zweitligasaison 1964/65 lieferte sich Şens Mannschaft mit dem Istanbuler Traditionsverein Vefa SK eine Kopf-an-Kopf-Rennen um die 2. türkische Zweitligameisterschaft. Am Saisonende wurde die Meisterschaft zwar punktgleich, jedoch des schlechteren Torverhältnisses wegen an Vefa vergeben. In der nachfolgenden Saison spielte Şen erneut mit seiner Mannschaft lange Zeit um die Zweitligameisterschaft, dieses Mal wurde die Saison auf dem dritten Tabellenplatz beendet und erneut der erhoffte Aufstieg in die 1. Lig verfehlt. Şen erzielte in dieser Saison sechs Saisontore und war damit erneut einer der wichtigsten Leistungsträger seines Teams. Schließlich gelang in der Zweitligaspielzeit 1966/67 die erhoffte Meisterschaft und damit der Aufstieg in die 1. Liga. Unter Leitung des Cheftrainers Sabri Kiraz setzte sich die Mannschaft mit einem Zweipunktevorsprung gegen Samsunspor durch. Şen war mit drei Saisontoren und etlichen Torvorlagen an diesem Erfolg beteiligt.
In der ersten Erstligaspielzeit der Vereinshistorie sorgte Şens Team für eine Überraschung und beendete die Saison als Liganeuling auf dem sechsten Tabellenplatz. Şen steuerte zu diesem Erfolg acht Saisontore bei und wurde damit erfolgreichster Torschütze seines Klubs und bildete mit seinen neuen Sturmpartnern Haluk Erdemoğlu und Mesut Şen das Sturmtrio. In der nächsten Saison, der Spielzeit 1968/69, konnte die Vorjahresleistung übertroffen werden. Der Verein beendete die Saison auf dem fünften Tabellenplatz und erreichte im türkischen Fußballpokal das Halbfinale. Şen hatte an beiden Erfolgen erheblichen Anteil. So war er mit drei Ligatoren und mit zwei Pokaltreffern einer der erfolgreichsten Torjäger seiner Mannschaft in beiden Wettbewerben. Aufgrund dieser Leistung wurde er im Sommer 1968 in den Kader der türkischen A-Nationalmannschaft berufen. Bis zur Saison 1973/74 spielte Şen durchgängig für Bursaspor und beendete mit diesem die Saison ein weiteres Mal als Tabellendritter und -sechster.
Im Sommer 1973 wechselte Şen innerhalb der 1. Liga zu Beşiktaş Istanbul. Für diesen Verein spielte er die nächsten zwei Spielzeiten lang, ohne sich dabei als Stammspieler etablieren zu können. In dieser Zeit konnte er mit Beşiktaş außer der türkischen Meisterschaft alle nationalen Wettbewerbe einmal gewinnen. Am Ende der Saison 1975/76 beendete er seine Karriere.

### Nationalmannschaft
Şen begann seine Länderspielkarriere mit einem Einsatz für die Türkische U-21-Nationalmannschaft.
Nachdem Şen in der Saison 1968/69 eine überzeugende Leistung abgeliefert hatte, wurde er vom türkischen Nationaltrainer Adnan Süvari in den Kader der türkischen Nationalmannschaft berufen. Mit diesem nahm er 1969 am RCD-Pokal teil und wurde mit seinem Team vor dem Iran Turniersieger.
Insgesamt absolvierte er elf U-21- und acht A-Länderspieleinsätze.

## Trainerkarriere
Nach dem Ende seiner Spielerkarriere wechselte Şen ins Trainerfach. So trainierte er von 1992 bis 1993 die Nachwuchsmannschaft von Bursaspor. Zur Saison 1994/95 versuchte er sich bei Gönenenspor das erste Mal als Cheftrainer, verließ diesen Klub aber bereits nach wenigen Monaten. 1997 begann er wieder für den Nachwuchs von Bursaspor zu arbeiten und führte diese Tätigkeit bis ins Jahr 2008 fort. Anschließend arbeitete er in der gleichen Funktion bei Bursa Merinosspor, dem damaligen Zweitverein von Bursaspor. Nach drei Jahren kehrte er wieder in den Nachwuchstrainerteam von Bursaspor zurück. Von Sommer 2013 bis Sommer 2015 betreute er die Nachwuchsmannschaft von Yeşil Bursa SK, einer weiteren Zweitmannschaft von Bursaspor.

## Erfolge

### Als Spieler
Mit Bursa Akınspor
- Meister der Bursa Futbol Ligi: 1962/63

Mit Bursaspor
- Meister der TFF 1. Lig und Aufstieg in die Süper Lig: 1966/67
- Tabellenfünfter der Süper Lig: 1968/69, 1970/71
- Türkischer Pokalfinalist: 1970/71
- Premierminister-Pokalsieger: 1970/71

Mit Beşiktaş Istanbul:
- Türkischer Pokalsieger: 1974/75
- Präsidenten-Pokalsieger: 1973/74
- Premierminister-Pokalsieger: 1973/74
- TSYD-Pokalsieger: 1974/75

Mit der türkischen Nationalmannschaft
- RCD-Pokalsieger: 1969

## Auszeichnungen
- Torschützenkönig der Bursa Futbol Ligi: 1962/63